# Grafton, North Dakota
Grafton är administrativ huvudort i Walsh County i North Dakota. Enligt 2020 års folkräkning hade Grafton 4 170 invånare.